# Steve Cammack
Stephen Richard Cammack, conosciuto principalmente come Steve Cammack (Sheffield, 20 marzo 1954) è un ex calciatore inglese, di ruolo attaccante.

## Carriera
Esordisce tra i professionisti nel 1971 all'età di 17 anni con la maglia dello Sheffield Utd, giocando una partita nella First Division 1971-1972; successivamente nella First Division 1972-1973 segna il suo primo gol in carriera, giocando 4 partite in campionato ed una partita in Coppa di Lega.
Nella stagione 1973-1974 segna un gol in 7 partite in campionato ed una partita in FA Cup, mentre a partire dalla stagione successiva viene impiegato con maggior frequenza (13 presenze e 3 reti nella First Division 1974-1975 e 12 presenze nella First Division 1975-1976); lascia il club nel corso della stagione 1975-1976 con un bilancio totale di 36 presenze e 5 reti in prima divisione e 6 presenze in Coppa di Lega.
Trascorre la seconda parte della stagione 1975-1976 al Chesterfield, con cui realizza 5 reti in 20 presenze in terza divisione; rimane nel club fino al termine della stagione 1978-1979, giocando con buona regolarità (93 presenze in 3 anni) ma senza mai andare in doppia cifra di gol segnati (16 reti in 3 anni, 9 delle quali nella stagione 1977-1978).
Nell'estate del 1979 si trasferisce allo Scunthorpe Utd, dove trascorre due stagioni in Fourth Division giocando stabilmente da titolare e segnando rispettivamente 12 e 15 reti; nella stagione 1981-1982 sale di categoria venendo acquistato insieme al compagno di squadra Nolan Keeley dal Lincoln City, con cui nella Third Division 1981-1982 segna 6 gol in 18 partite giocate, salvo poi ritrasferirsi allo Scunthorpe per la parte finale della stagione, nella quale realizza 3 reti in 10 presenze in quarta divisione; l'anno seguente realizzando 25 reti in 41 presenze vince il titolo di capocannoniere del campionato e centra la promozione in Third Division con gli Irons: dopo un solo anno, in cui Cammack realizza 18 reti in 39 presenze, arriva però una nuova retrocessione in Fourth Division, categoria in cui gioca per altre due stagioni segnando in totale 36 gol in 67 partite.
Nelle sue ultime due stagioni da professionista (la 1985-1986 e la 1986-1987) trascorre anche dei brevi periodi in prestito in altri club (Port Vale e Stockport County); infine, dal gennaio al dicembre del 1987 gioca con i semiprofessionisti dello Scarborough, in Conference Premier League, campionato che vince, consentendo così ai Seagulls di entrare per la prima volta nella loro storia nei campionati della Football League. Chiude la carriera con una breve esperienza nel Worksop Town.

## Palmarès

### Club

#### Competizioni nazionali
- Conference League: 1

Scarborough: 1986-1987

### Individuale
- Capocannoniere del campionato inglese di quarta divisione: 1

1982-1983 (25 gol)